# بیلی کلارک (بازیکن فوتبال، زاده ۱۹۹۱)
بیلی کلارک (انگلیسی: Billy Clark؛ زادهٔ ۲۰ اکتبر ۱۹۹۱) بازیکن فوتبال اهل بریتانیا است.
از باشگاه‌هایی که در آن بازی کرده‌است می‌توان به باشگاه فوتبال بری تاون و باشگاه فوتبال ایپسویچ تاون اشاره کرد.